# Alain Soulat
Pour les articles homonymes, voir Soulat.
Alain Paul Soulat Ferrand (né le 21 septembre 1981 à Arauco) est un animateur de télévision chilien d'origine française.

## Télévision

### Telenovelas
- 2005 : Mitú (Mega) : Bastián Müller

### Programmes
- 2007-2008 : Yingo (Chilevisión) : Participant
- 2009-2011 : Calle 7 (TVN) : Participant
- 2011 : Saison 3 de Calle 7 Paraguay (Telefuturo) : Participant
- 2011 : Saison 4 de Calle 7 Paraguay (Telefuturo) : Animateur (avec  Dani Da Rosa)
- 2012 : Calle 7 (TVN) : Animateur Web
- 2013 : Calle 7 (TVN) : Animateur principal

### Autres apparitions à la télévision
- 2013 : Saison 3 de Mujeres primero (La Red) : Lui-même (Invité)